# Ziemia łęczycko-sieradzka

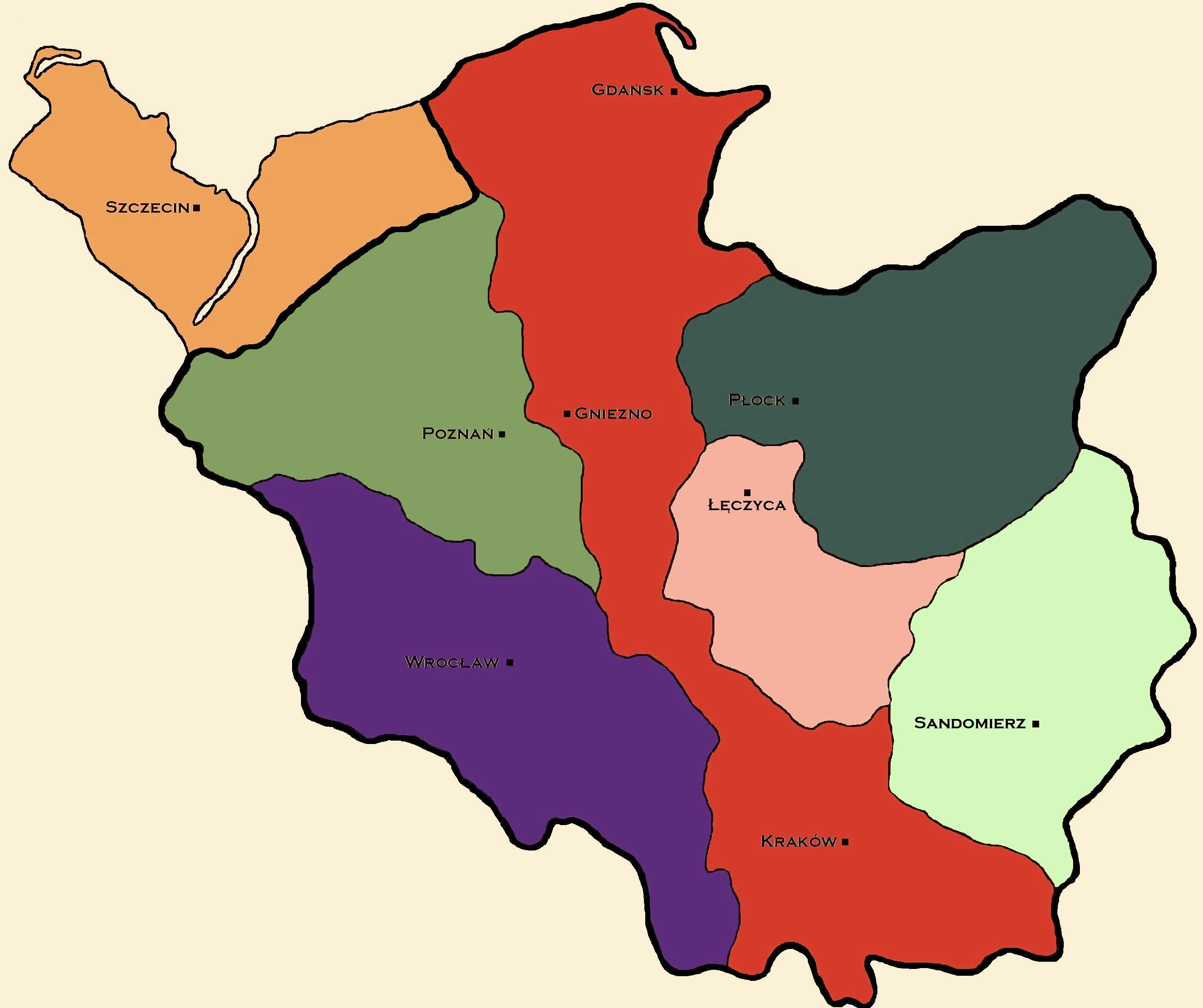
Podział ziem polskich na dzielnice według tradycyjnej interpretacji statutu Bolesława Krzywoustego (1138 r.)

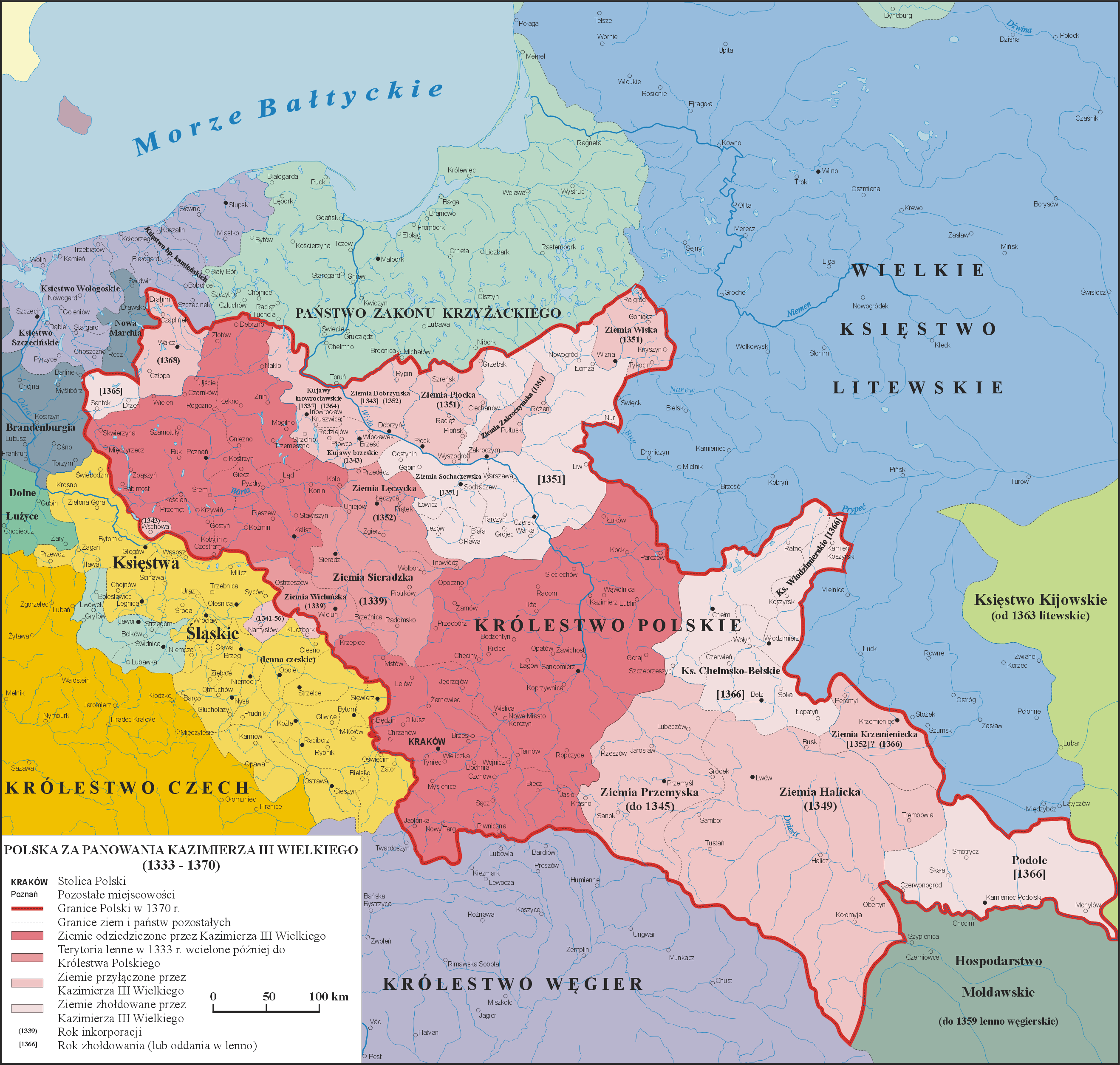
Ziemie łęczycka, sieradzka i wieluńska w królestwie Kazimierza Wielkiego (1370 r.)

Podział administracyjny I RP z województwami łęczyckim i sieradzkim (1619 r.)

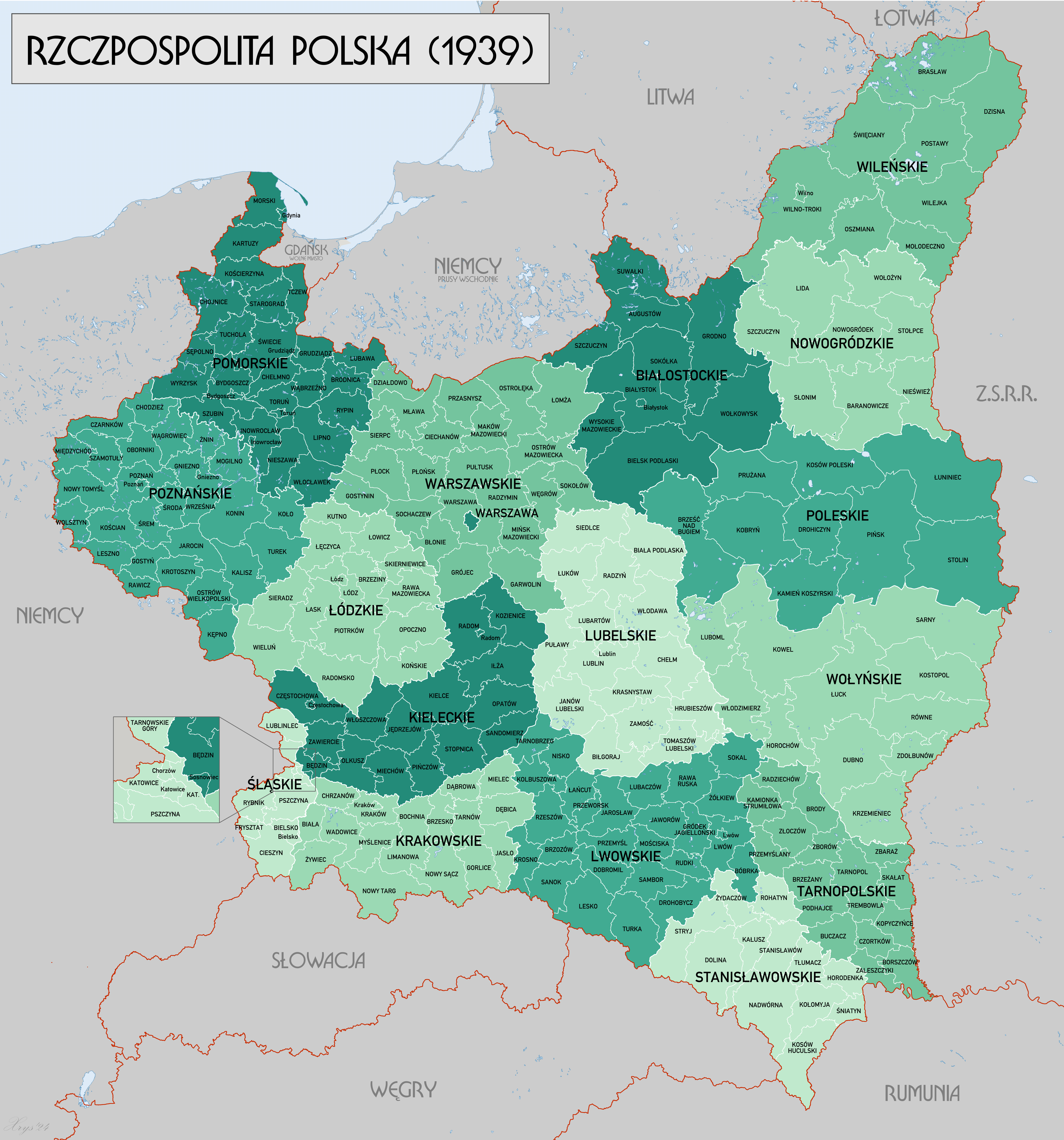
Podział administracyjny II RP z województwem łódzkim (1939 r.)

Ziemia łęczycko-sieradzka – kraina historyczna wyróżniania przez niektórych historyków w środkowej Polsce, obejmująca ziemię łęczycką, ziemię sieradzką i ziemię wieluńską. Zajmuje obszar pomiędzy Wielkopolską a Małopolską, położony w dorzeczu górnej i środkowej Warty, na lewym górnym i lewym środkowym brzegu Pilicy oraz w górnym dorzeczu Bzury. Część historyków nie traktuje tego obszaru jako samodzielnej krainy i włącza go w obręb Wielkopolski.
Kraina w średniowieczu stanowiła zwornik geograficzno-polityczny ziem polskich, nie posiada jednak utrwalonej nazwy własnej w literaturze. Obok określenia ziemia łęczycko-sieradzka i podobnych, jak dzielnica sieradzko-łęczycka, funkcjonują też takie terminy, jak ziemie łęczycka i sieradzka, ziemia łęczycka w szerszym znaczeniu (z Łęczycą oraz Sieradzem) czy Polska środkowa. Wszystkie wymienione sformułowania odnoszą się do tego samego regionu, choć w szczegółach różnie definiowanego dla różnych okresów czasu.
Terytorium łęczycko-sieradzkie pierwotnie było częścią prowincji wielkopolskiej w Polsce wczesnopiastowskiej, zanim przypuszczalnie w XII w. zostało samodzielną prowincją administracyjną państwa. W epoce rozbicia dzielnicowego zaistniało jako księstwo łęczyckie, z którego wyodrębniło się osobne księstwo sieradzkie. Później Łęczyca i Sieradz były ośrodkami ziem i województw w zjednoczonym Królestwie Polskim. Ważnym miastem regionu stał się Piotrków, gdzie w XV i XVI w. odbywały się elekcje królewskie, sejmy walne czy trybunały koronne.
Wieluń był dłużej związany z Wielkopolską i jej jednostkami administracyjnymi, gdyż dopiero na początku XV w. przyłączono go do województwa sieradzkiego, z zachowaniem odrębnego sądu ziemskiego oraz sejmiku dla miejscowej szlachty. Stąd ziemia wieluńska jest zazwyczaj traktowna jako część Wielkopolski do XIV w., a od XV w. jako część ziemi łęczycko-sieradzkiej.
W okresie porozbiorowym Łęczyca, Sieradz i Wieluń znalazły się docelowo w obrębie guberni kaliskiej, a Piotrków został siedzibą guberni piotrkowskiej w Królestwie Kongresowym. W XIX w. na omawianym obszarze nastąpił dynamiczny rozwój przemysłowy Łodzi, co doprowadziło do przesunięcia w kierunku tego miasta środka ciężkości najpierw życia społeczno-gospodarczego, a następnie i politycznego regionu. Ziemia łęczycko-sieradzka bywa niekiedy uznawana za protoplastę współczesnego województwa łódzkiego.

## Nazewnictwo i rozbieżności w historiografii
Wyrażenie ziemia łęczycko-sieradzka pochodzi od złożenia nazw dwóch największych ziem wchodzących w skład krainy: łęczyckiej oraz sieradzkiej. W literaturze kraina bywa jednak określana rozmaicie. Andrzej Piskozub w opracowaniu poświęconym geografii historycznej Polski pisał o ziemi łęczycko-sieradzkiej lub dzielnicy sieradzko-łęczyckiej. Gerard Labuda w debacie historyków nad statutem Bolesława Krzywoustego używał synonimów: ziemia łęczycko-sieradzka, terytorium sieradzko-łęczyckie, ziemie sieradzka i łęczycka. Część historyków, m.in. Stanisław Arnold i Jan Natanson-Leski, traktowała ten obszar jako integralny element Wielkopolski.
Jerzy Wyrozumski w syntezie średniowiecznej historii Polski wzmiankował ziemię łęczycko-sieradzką jako krainę pomiędzy Wielkopolską a Małopolską, stosując ten termin do opisu wydarzeń przed połową XIII w. (czyli mniej więcej w okresie formowania się księstwa łęczyckiego). Dla czasów późniejszych autor ten podawał nazwę ziemie łęczycka i sieradzka (po tym, jak księstwo sieradzkie wyodrębniło się z łęczyckiego).
Tomasz Jurek w ramach innego opracowania syntetycznego wyszczególnił dla XII–XIII w. siedem głównych krain na ziemiach polskich – oprócz Małopolski i Wielkopolski były to: Mazowsze, Śląsk, Kujawy, Pomorze Gdańskie i ziemia łęczycka (w szerszym zakresie, obejmująca także ziemię sieradzką). W rozdziałach o dziejach XIV–XV w. autor ten wyodrębnił części królestwa zjednoczonego pod berłem ostatnich Piastów i pierwszych Jagiellonów: Małopolskę, Wielkopolskę, Kujawy, Mazowsze, Ruś Czerwoną oraz ziemię łęczycko-sieradzką lub ziemie łęczycką i sieradzką.
Stanisław Szczur w swojej syntezie średniowiecza posługiwał się konsekwentnie sformułowaniem ziemie łęczycka i sieradzka, podkreślając zarówno wspólnotowość, jak i rozłączność obu ziem. Dla XI w. wyróżnił on na ziemiach polskich: Małopolskę, Wielkopolskę, Śląsk, Kujawy, ziemie łęczycką i sieradzką, Mazowsze oraz Pomorze. Omawiając okres XIV–XV w. autor ten podał cztery krainy współtworzące trzon ówczesnego Królestwa: Małopolskę, Wielkopolskę, Kujawy z ziemią dobrzyńską oraz zespół ziemi łęczyckiej, ziemi sieradzkiej i ziemi wieluńskiej.
Ambroży Bogucki w dyskusji historyków o podziale administracyjnym Polski XI i XII w. wzmiankował następujące krainy: Wielkopolskę, Małopolskę, Śląsk, Mazowsze, Kujawy, Pomorze oraz Polskę środkową jako synonim ziemi łęczycko-sieradzkiej. Termin ten bywa jednak przez niektórych autorów stosowany także w innym, poszerzającym kontekście. Henryk Łowmiański w ostatnim tomie dzieła Początki Polski wydzielił dla początku XIV w. sześć głównych polskich krain: Wielkopolskę, Małopolskę, Śląsk, Mazowsze, Pomorze i Polskę środkową (w obręb tej ostatniej włączył Kujawy oraz ziemie: chełmińską, dobrzyńska, sieradzką i łęczycką; ziemię wieluńską zaliczył do Wielkopolski).

## Położenie i specyfika krainy
Ziemia łęczycko-sieradzka stanowiła zwornik terytorialny ziem polskich pod panowaniem Piastów. W okresie rozbicia dzielnicowego wytworzył się specyficzny układ przestrzenny, w którym centralnie położoną dzielnicę łęczycko-sieradzką otaczał pierścień sformowany przez inne krainy: Wielkopolskę, Małopolskę (ziemia krakowska, ziemia sandomierska), Kujawy, Mazowsze i Śląsk. W takiej konfiguracji pod Łęczycą i Sieradzem krzyżowały się szlaki komunikacyjne łączące przeciwległe dzielnice.
Region wyróżnia też nietypowe usytuowanie względem sieci rzecznej. Śląsk rozłożył się w dorzeczu Odry, Wielkopolska zajęła dorzecze Warty oraz Noteci, a Małopolska i Mazowsze usytuowały są w dorzeczu Wisły – w taki sposób, że rzeki te wyznaczały oś geograficzną tych krain. Ziemia łęczycko-sieradzka, podobnie jak Kujawy, rozpostarła się na pograniczu zlewni Odry i Wisły. Osią tej krainy jest nie rzeka, a wododział oddzielający zlewnię Warty na zachodzie od zlewni Bzury i Pilicy na wschodzie, rozcinający ziemię łęczycko-sieradzką w poprzek.
Centralnie położenie przełożyło się na ważną rolę polityczną krainy. Razem z Kujawami stała się ona dla Władysława Łokietka bazą do scalenia ziem polskich na powrót w królestwo. Za panowania Jagiellonów w Piotrkowie odbywały się elekcje królewskie w 1446, 1492, 1501, 1506 oraz 1548 r. Piotrków był też stałym miejscem spotkań sejmu walnego – spośród 137 zjadów z lat 1401–1569, w Piotrkowie odbyło się 53 sejmów, podczas gdy w Warszawie były tylko 4 posiedzenia. Marcin Kromer, pisarz tamtego okresu, określał Piotrków jako leżący w pępku i rdzeniu Polski. Po unii z Litwą życie polityczne Rzeczypospolitej zogniskowało się już w nowym centrum z Warszawą. Tym niemniej, w epoce wolnych elekcji w Piotrkowie działał trybunał koronny jako najwyższy sąd apelacyjny dla szlachty.
W związku z geografią na ziemi łęczycko-sieradzkiej nachodziły się zasięgi różnych narzeczy,
co według niektórych językoznawców doprowadziło do wykształcenia się tu tzw. narzecza centralnego, bliskiego polskiemu językowi literackiemu. Narzecze to powstało poprzez ścieranie się dialektu małopolskiego, wielkopolskiego i mazowieckiego, a w efekcie stopniowe wyrównywanie się poszczególnych cech językowych pod Sieradzem. Tadeusz Lehr-Spławiński określał rejon narzecza centralnego jako przestrzeń między Łęczycą, Częstochową, Kaliszem i Piotrkowem.

## Podział na subregiony
Na obszarze ziemi łęczycko-sieradzkiej wykształciły się następujące subregiony, tożsame z późniejszymi jednostkami administracyjnymi w I Rzeczypospolitej, oraz ważniejsze miasta:
- ziemia łęczycka – Łęczyca, Brzeziny, Inowłódz, Kłodawa, Zgierz, Łódź,
- ziemia sieradzka – Sieradz, Piotrków Trybunalski, Radomsko, Rozprza, Wolbórz, Łask, Szadek, Pabianice, Pajęczno, Koniecpol, Uniejów, Turek,
- ziemia wieluńska – Wieluń, Ostrzeszów, Kępno, Wieruszów, Działoszyn.

## Historia na tle zmian administracyjnych

### Prowincja łęczycka
W literaturze można spotkać hipotezę o zasiedleniu przed X w. rejonu Polski środkowej przez tzw. plemię Łęczycan i funkcjonowaniu tutaj państewka plemiennego. Badania archeologiczne nie dają jednak podstaw do wysuwania takich wniosków i upoważniają jedynie do stwierdzenia, iż przed X w. istniało tu tylko rozproszone osadnictwo niewielkich rozmiarów, nie tworzące większego i spójnego organizmu. Ważniejszymi lokalnie grodami były: Tum w Łęczycy, Ewinów, Okopy, Szydłów czy Rozprza.
Ziemie te zostały w X w. spenetrowane przez drużyny piastowskie i włączone w obręb Państwa Gnieźnieńskiego. Z perspektywy Gniezna początkowo było to terytorium doraźnej eksploatacji zasobów. Intensywny rozrost osadnictwa notuje się od połowy XI w. Wtedy powstały grody w Sieradzu, Spycimierzu, może też Wolborzu, a niektóre starsze osady, jak Tum, przebudowano. Rozwój regionu został przypuszczalnie zwieńczony utworzeniem tu jednej z prowincji administracyjnych państwa z siedzibą w Łęczycy, co mogło nastąpić już pod koniec XI w.
Większość historyków jest zgodna, że na początku XII w. w rejonie Polski środkowej istniała odrębna administracyjna prowincja z siedzibą w Łęczycy, choć co do jej zasięgu terytorialnego i pierwotnego głównego ośrodka poglądy są rozbieżne. Być może prowincja ta obejmowała, oprócz ziemi łęczycko-sieradzkiej, także fragment ziemi kaliskiej bądź ziemię kujawską, a może rozciągała się ona na wschód po ziemię czerską. Najważniejszym grodem tej prowincji początkowo mógł być Kalisz lub kujawska Kruszwica. Najpowszechniej przyjęła się, za Stanisławem Zajączkowskim, teza o prowincji łęczyckiej obejmującej osiem kasztelanii – Łęczycę, Sieradz, Spycimierz, Rozprzę, Wolbórz, Małogoszcz, Żarnów i Skrzynno.

### Księstwa łęczyckie i sieradzkie
Podziały polityczne kraju zastane z początkiem XII w. zostały zmodyfikowane w okresie rozbicia dzielnicowego. Prowincja łęczycka według jednej z interpretacji statutu Bolesława Krzywosutego miała stanowić część dzielnicy senioralnej, a według innego poglądu miała wejść w posiadanie żony Krzywoustego, księżnej Salomei, jako jej oprawa wdowia. W dalszej fazie rozbicia dzielnicowego prowincja łęczycka była przedmiotem zatargów między różnymi liniami książąt rywalizujących ze sobą o wpływy. Ok. 1230 r. została zajęta przez Konrada mazowieckiego i odtąd zaczęła występować w źródłach jako księstwo łęczyckie.
Konrad mazowiecki, władający rozległą domeną mazowiecko-kujawską, choć w toku walk o stolec krakowski utracił z obszaru księstwa łęczyckiego tzw. kasztelanie zapilickie (Żarnów, Skrzynno, Małogoszcz) na rzecz dzielnicy sandomierskiej, utrzymał Łęczycę i Sieradz na dłużej dla siebie i swoich potomków. Po śmierci Konrada księstwo łęczyckie posiadł jego syn, Kazimierz kujawski, za panowania którego doszło do podziału księstwa na dwa odrębne byty. W wyniku konfliktu z własnym synem, Leszkiem Czarnym, Kazimierz w 1263 r. wydzielił Leszkowi księstwo sieradzkie w dorzeczu Warty i Widawki z Sieradzem, Radomskiem, Spycimierzem, Rozprzą i Wolborzem. Granicę z księstwem łęczyckim położonym nad Bzurą i okrojonym do okolic Łęczycy, Brzezin i Inowłodza, wyznaczały rzeki Ner oraz Wolbórka.
Księstwo sieradzkie po Leszku Czarnym przypadło w 1288 r. jego bratu Władysławowi Łokietkowi, panującemu dotychczas w księstwie brzeskokujawskim. Łokietek, dziedzicząc wkrótce także księstwo łęczyckie, uzyskał bazę terytorialną, która umożliwiła mu rozpoczęcie scalania ziem polskich w jeden organizm polityczny. Proces ten, z licznymi perturbacjami, udało się temu władcy przeprowadzić, choć po drodze był on zmuszony oddać ziemię sieradzką jako lenno w układzie z księciem inowrocławskim, a łęczycką na tej samej zasadzie – księciu dobrzyńskiemu. Obie ziemie ostatecznie weszły w skład zjednoczonego Królestwa Polskiego, jednak nastąpiło to już pod berłem Kazimierza Wielkiego, odpowiednio w 1339 i 1352 r.

### Ziemie łęczycka i sieradzka
Terytorium łęczycko-sieradzkie wchodziło w skład odrodzonego królestwa po okresie rozwoju nie tylko politycznego, ale także osadniczego i gospodarczego z XII–XIII w. W porównaniu z Małopolską czy Wielkopolską było jednak obszarem zapóźnionym, co przejawiało się bardziej tradycyjnymi, a mniej postępowymi stylami produkcji ceramicznej i budownictwa grodowego, słabiej prowadzoną akcją fundowania kościołów, czy późniejszą lokacją miast. Okazało się paradoksalnie, że właśnie z tych kulturowych i ekonomicznych peryferii, stanowiących jednakowoż centrum geograficzne ziem polskich, wyszedł władca zjednoczeniowy państwa.
Jeszcze w okresie scalania się państwa dzielnice łęczycka i sieradzka zaczęły zmieniać swój charakter. Powoli zanikała dotychczasowa nazwa księstwo, a w to miejsce zaczynało się używać terminu ziemia. Początkowo określniki te stosowano wymiennie. Przywileje Władysława Łokietka z lat 1296 i 1308 dla klasztoru w Sulejowie wymieniają wsie położone in ducatu Syradie (czyli w księstwie). Jednakże w innych dokumentach z lat 1296, 1298, 1314 i 1331 występuje określenie terra (czyli ziemia). Stopniowe zanikanie określenia księstwo i coraz częstsze pojawianie się terminu ziemia wskazują na zachodzący proces integracji państwa, które dawne udzielne księstwa zaczęło traktować jako części składowe swojego terytorium. Dawne księstwa dzielnicowe, nad którymi w imieniu króla władał wojewoda, nazwano województwami, a mniejsze jednostki nazywano w dalszym ciągu ziemiami.

### Ziemia wieluńska
Ziemia wieluńska ma swoją genezę w starej kasztelanii rudzkiej, która w czasach wszesnopiastowskich należała do Wielkopolski, a w okresie rozbicia dzielnicowego znalazła się w księstwie kaliskim. Kasztelania ta była areną rywalizacji książąt z linii wielkopolskiej i śląskiej. Pod panowaniem śląskim ok. 1285 r. siedziba kasztelanii została przeniesiona z Rudy do Wielunia. Istotna zmiana nastąpiła ok. 1329 r., gdy ziemią zawładnął król Władysław Łokietek i włączył ją do Królestwa Polskiego. W 1370 r. ziemia wieluńska trafiła pod berło Władysława Opolczyka jako lenno i dopiero interwencja zbrojna wojsk Władysława Jagiełły z 1391 r. przywróciła ją w granice Polski. W ramach struktury administracyjnej państwa, z uwagi na swój niewielki rozmiar otrzymała status ziemi i ok. 1420 r. została włączona do województwa sieradzkiego, przy zachowaniu pewnej dozy autonomii politycznej.

### Województwa łęczyckie i sieradzkie w IRP
Ziemia sieradzka od 1339 r. jako województwo sieradzkie było częścią państwa polskiego nazywanego wkrótce Koroną, a ziemia łęczycka w 1352 r. utworzyła województwo łęczyckie. Ziemia wieluńska wróciła do Polski w 1391 r. i została włączona do województwa sieradzkiego ok. 1420 r. Oba województwa – sieradzkie i łęczyckie – wchodziły w skład prowincji wielkopolskiej współtworzącej w okresie XVI–XVIII w. Rzeczpospolitą Obojga Narodów. Jeszcze w drugiej połowie XIV w. w obrębie województw powstały powiaty, które zastąpiły dawne kasztelanie jako jednostki terytorialne dla celów sądowych czy wojskowych. W województwie łęczyckim wydzielono trzy powiaty: łęczycki, orłowski i brzeziński. W głównej części województwa sieradzkiego utworzono cztery powiaty: sieradzki, szadkowski, piotrkowski i radomszczański, a w ziemi wieluńskiej dwa: wieluński i ostrzeszowski.
Gospodarczo okres XIV–XVI w. cechował się rozwojem miast i dróg. Łęczyca stała się jednym z kilku w kraju ośrodków targowych dla handlu zagranicznego. Najludniejsze miasta (2–3 tys. mieszkańców w XVI w.) były własnością królewską, poza siedzibami powiatów wyróżniały się: Pajęczno, Wieruszów, Inowłódz, Zgierz. Mniejsze były miasta szlacheckie: Łask, Działoszyn, Stryków czy Lutomiersk. Do miasteczek kościelnych należały: Wolbórz, Pabianice, Uniejów, a także Łódź. Sieć miast w obu województwach, w stosunku do sąsiednich jednostek, była dobrze rozwinięta. Wojny i kryzys gospodarczy z XVII–XVIII w. spowodowały jednak regres społeczny i wiele miast uległo agraryzacji. Dopiero w połowie XVIII w. sytuacja poprawiła się, a nawet zasiedlono nieużytki kolonistami olęderskimi, którzy płacąc czynsz nie obrabiali pańszczyzny i stymulowali wymianę handlową miasta z wsią. Wtedy też zaczęły powstawać nowe formy produkcji protoprzemysłowej w postaci małych zakładów hutniczych i sukienniczych.

### Gubernie zaboru rosyjskiego
Po upadku I Reczypospolitej w 1795 r. struktura administracyjna pod rządami zaborców została zmieniona. Dawne województwa łęczyckie i sieradzkie początkowo znalazły się w prowincji zwanej Prusami Południowymi, a następnie w Księstwie Warszawskim i Królestwie Kongresowym, w obrębie którego Łęczycę przypisano do województwa mazowieckiego, natomiast Sieradz, Piotrków i Wieluń ulokowano w województwie kaliskim. Likwidacja autonomii Królestwa Kongresowego w ramach Imperium Rosyjskiego pociągnęła za sobą, choć nie od razu, szereg zmian w podziale administracyjnym. Województwa przemianowano na gubernie, gdzie docelowo Łęczyca, Sieradz i Wieluń znalazły się w guberni kaliskiej, a Piotrków, przez który biegła trasa wybudowanej Kolei Warszawsko-Wiedeńskiej, stał się ośrodkiem guberni piotrkowskiej.
Krótki okres rządów pruskich do 1807 r. to rozwój osadnictwa wiejskiego poprzez kolonizację fryderycjańską, co nastąpiło m.in. w zsekularyzowanych i upaństwowionych majątkach Łodzi i Pabianic. Kolonizacja ta i wcześniejsza olęderska spowodowały wzrost liczebności mniejszości niemieckiej, choć najliczniejszą mniejszość stanowili Żydzi. Wiek XIX to jednak przede wszystkim rewolucja przemysłowa, którą zapoczątkowały skromne inwestycje prywatne w manufaktury o profilu sukienniczym w Aleksandrowie czy Zduńskiej Woli. Dały one imupls do podobnych działań ze strony arystokracji i władz autonomicznego Królestwa Kongresowego, które opracowało plan uprzemysłowienia kraju. W kolejnych miastach budowano manufaktury, a najbardziej rozwijał się ośrodek z Pabianicami, Łodzią i Zgierzem.
Utrata autonomii Królestwa Kongresowego w 1832 r. nie wyhamowała dynamiki procesu, który uczynił z Łodzi największe miasto terytorium łęczycko-sieradzkiego, a wkrótce znaczący ośrodek przemysłu włókienniczego w skali kraju i kontynentu. Proces, którego istotę Marek Koter określił jako „przestawienie się przemysłu z produkcji rękodzielniczo-manufakturowej na zmechanizowaną, wielkoprzemysłową oraz wielkokapitalistyczną”, był możliwy także z powodu uwłaszczenia chłopów, które dostarczyło licznej i taniej siły roboczej dla fabryk. Ludność Łodzi w latach 1820–1862–1900 rosła następująco: 1–32–283 tys. mieszkańców, z czego na koniec tego okresu Polaków było 46,4%, Żydów 29,4%, a Niemców 21,4%. Piotrków z hutami szkła liczył wówczas 30 tys. mieszkańców, a Sieradz i Łęczyca, stolice dawnych księstw, stały się małymi miasteczkami na peryferiach wielkoprzemysłowej Łodzi.

### Województwo łódzkie w IIiIIIRP
W ramach podziału administracyjnego II RP z obszarów dawnej guberni kaliskiej i części guberni piotrkowskiej utworzono województwo łódzkie z powiatami: Łódź, Piotrków, Radomsko, Łask, Brzeziny, Sieradz, Łęczyca, Wieluń, Kalisz, Konin, Koło, Turek i Słupca. Pięć ostatnich miast w 1938 r. przeniesiono do województwa poznańskiego, do łódzkiego dołączając z kolei sześć innych: Opoczno, Końskie (z kieleckiego), Kutno, Łowicz, Skierniewice i Rawę (z warszawskiego). W takiej formie województwo łódzkie nawiązywało w dużym stopniu do zasięgu terytorialnego dawnych księstw łęczyckiego i sieradzkiego, a tym samym do przedrozbiorowych województw, które powstały na bazie księstw. W strukturze administracyjnej PRL początkowo funkcjonowało województwo łódzkie w podobnych granicach do tych z 1938 r. (bez Opoczna i Końskiego), jednak reforma z 1975 r. zlikwidowała duże jednostki wojewódzkie na rzecz mniejszych. Odtworzenie na powrót dużego województwa łódzkiego o zasięgu zbliżonym do jednostki przedwojennej nastąpiło podczas reformy z 1999 r. w III RP.